# Famille de Cicon
La famille de Cicon est une famille d'importance dans le Bailliage d'Ornans, elle tire son nom d'un village créé au XIe siècle entre Rantechaux et Vanclans. Relevant de l'archevêché de Besançon, le château de Cicon a été le berceau d'une famille dont les nombreuses branches se retrouvaient dans les familles de Châtillon-Guyotte, Nant, Sauvagney et Willaffans (Vuillafans de nos jours).

## Armes
Ses armes étaient : "d'or à la face de sable et pour timbre un buste de maure". La branche de Châtillon portait : "trois bandes avec un lambel à trois pendans".

## Personnalités
Le plus ancien membre connu de cette famille est Lambert de Cicon, il assiste vers 1080 à une donation faite à l'église de Besançon par Guillaume Ier de Bourgogne.
Lambert II de Cicon, chevalier, seigneur de Cicon en partie. Il donne en 1182 les dîmes de Romain (Preigney) et de Miévillers (Cendrecourt) à l'abbaye de Cherlieu. 
Il épouse Julienne, fille d'Humbert d'Abbans, de qui il a :
- Pierre qui suit,
- Renaud,
- Guy,
- Hugues,
- Odon, surnommé le Sales. Il fait don à l'abbaye de Cherlieu de ce qu'il possède à Purgerot en 1231. Il était homme-lige d'Amédée III de Montfaucon en 1248. Il épouse Julienne.

Barthélemy de Cicon, (vers 1120 - ?), croisé à la deuxième croisade de 1147 à 1148. Il épouse Agnès de qui il a :
- Blandine, (? - après 1208), elle entretient une relation avec Étienne II d'Auxonne de qui elle a Étienne d'Oiselay qui sera légitimé (d'où la famille d'Oiselay),
- Jean qui suit,
- Guillaume,
- Milon.

Jean de Cicon, (? - 30 août 1207), seigneur de Montferrand, il crée l'hôpital du Saint-Esprit de Besançon. Il épouse N... de Bourgogne de qui il a :
- Guymar, (? - 1166),
- Jacques qui suit,
- Étienne, (? - 4 janvier 1259), premier abbé de l'abbaye Saint-Paul de Besançon,
- Odon, (? - 30 juin 1260/64), chanoine du chapitre de Besançon en 1230, archidiacre de Faverney,
- Jean, dit "de Montferrand", (? - 1252)
- Pierre qui fait la première branche,
- Guillaume qui fait la deuxième branche.

Jacques de Cicon, (? - avant 1215), chevalier, seigneur de Sauvigney-lès-Gray et de Roches. Il épouse Sibille, dame de Flagey (-Rigney ?), fille de Pons II de la Roche et de Pontia de Dramelay ; après la mort de son époux Sibylle part en Grèce retrouver son frère le duc Othon de La Roche. Il a :
- Ponce qui suit,
- Étienne, (? - 1256/67), surnommé "Le François", chevalier, seigneur de Sauvigney et de Roches. Il a Barthélemy, chevalier, Sauvigney et de Roches qui a Hue,
- Othon, (? - entre 1263 et 1266), chevalier. Il accompagne à la quatrième croisade son oncle Othon de La Roche, et devient seigneur de Carystos de 1250 (au moins) à sa mort[3],[4]. Il épouse Agnesina Ghisi de qui il a :
  - Guy, capturé par Licario à la chute de Carystos vers 1276[5].
- Damiette/Damette, (? - avant 1267), elle épouse Renaud de Mont-Saint-Ligier,
- Guillaume, chanoine de Besançon.

Ponce de Cicon, (? - 1249/50), chevalier, seigneur de Roches, Nancray et Châtillon-Guyotte. Il confirme en 1215 les dons que sa mère avait faits à l'abbaye Notre-Dame de Bellevaux.  Il épouse Agnès de Châtillon-Guyotte, de qui il a :
- Étienne qui suit,
- Hugues, (? - Besançon 30 septembre 1270), chevalier, seigneur de Valdahon, de Nancray et de Sauvigney.

Étienne de Cicon, (? - 26 juillet 1269), damoiseau, seigneur de Châtillon dont il prend le nom et qu'il transmet à ses descendants. Il épouse avant 1249 Guiotte, fille de Jacques de Vellefaux et de Clémence, de qui il a Hugues qui suit.
Hugues de Cicon-Châtillon, (? - 1306/14), chevalier, seigneur de Châtillon, de Valdahon et de Nancray. Il épouse Marguerite de Sauvigney de qui il a :
- Ferry qui suit,
- Odon, cité dans un partage en 1321,
- Henry, cité dans un traité de succession en 1350 entre son frère Ferry et Guillaume de La Chapelle,
- Yolande, elle épouse Hugues Benedicti, citoyen de Besançon. Elle teste en 1341 et choisit sa sépulture dans l'église du monastère des Dames de Battans de Besançon,
- Isabelle,
- Anne, son frère Ferry lui cède les terres de Germondans et de La Barre.

Ferry de Cicon-Châtillon, (? - 1372), chevalier. Il a le château de Châtillon en partage avec son frère Odon en 1321. En 1343 il rend hommage pour la seigneurie de Rougemontot à Thiébaud V de Neuchâtel-Bourgogne. En 1360 il réalise le partage de ses biens entre ses enfants. Il épouse en premières noces en 1334 Isabelle de Molay, puis en secondes noces Isabelle de Montagu. Il a :
- Guy qui suit,
- Renaud,
- Hugues, prieur à Lanthenans, élu abbé de Saint-Paul de Besançon en 1379,
- Béatrix, née du troisième mariage, elle épouse Philibert de Blaisy, chevalier et reçoit la terre d'Isone.

Guy de Cicon-Châtillon, (? - après 1375), chevalier, seigneur de Châtillon-Guyotte. Il sert en 1358 le duc de bourgogne et en 1368 l'armée du roi de France, en 1375 il est nommé Grand-Maître de l'hôtel de Philippe le Hardi. Il épouse Alixant de Rans de qui il a Guye, (? - après le 5 mars 1426), dame de Châtillon. Celle-ci épouse en premières noces Renaud de Coligny, chevalier, seigneur de Crésia et de Beaupont, puis en deuxièmes noces Jean de Pontaillie, chevalier et en troisièmes noces Guyot de Champdyvers, chevalier. De ces deux derniers mariages, Guye n'eut pas d'enfants, du premier elle eut Béraud de Coligny. Celui-ci n'eut pas de postérité. La terre de Châtillon-Guyotte passe alors dans la maison de Grammont qui prend le nom de Grammont-Châtillon.

## Branches

### Première branche
Pierre de Cicon, (? - 1234), surnommé le Sales. Chevalier, seigneur de Cicon en partie, de Purgerot et d'Augicourt. Il est le fils de Jean de Cicon et de N... de Bourgogne. En 1215 il approuve les dons faits à l'abbaye de Cherlieu par sa mère. Il épouse Clémence de Ray (ou de la Roche), de qui il a :
- Thiébaud qui suit,
- Guillaume, (? - 1246), chevalier, il épouse Élisabeth d'Auxelles de qui il a Richard, Odot et Jean. Il fonde avec sa mère en 1248 l'abbaye Notre-Dame de Bellevaux.
- Guillaume,
- Thibaud,
- Pons,
- Étiennette,
- Pierre.

Thiébaud de Cicon, (? - 1250/51), chevalier, sire de Cicon en partie. Inhumé dans l'abbaye Notre-Dame de Bellevaux. Il épouse Elvis (de Nant ?), elle teste en 1274 et choisit sa sépulture au côté de son mari, de qui il a :
- Jean qui suit,
- Guillaume, marié à Élisabeth d'Aucelle,
- Pierre, en 1274 il vend, avec son frère Jean, à Laure de Commercy, fille de Simon IV de Sarrebruck-Commercy, ce qu'ils possèdent sur le territoire de Tise et d'Aresches. Il épouse Isabelle de Granges de qui il a Odette, Thibaud et Willemin,
- Sibille,
- Agnès,
- Alix.

Jean de Cicon, (? - avant 1310), chevalier, seigneur de Cicon en partie, de La Roche de Nans. Il fait l'hommage en 1298 de la maison-forte de Cicon à Vautier de Montfaucon. Il épouse Elvis de Montby de qui il a :
- Henry/Huguenin qui suit,
- Qualet ou Colet, chanoine de l'église de Besançon,
- Guy, chevalier, seigneur de Roches. Il fait son testament en 1317 et choisit sa sépulture au prieuré de Mouthier-Haute-Pierre,
- Fromond, ( - 1327), chanoine de l'abbaye Saint-Paul de Besançon, prieur de Bellefontaine,
- Jean, chanoine de Besançon, il teste en 1338.

Henry/Huguenin de Cicon, chevalier, seigneur de Cicon. Il épouse Béatrice de Gevigney, (? - après le 5 novembre 1330), de qui il a Jean qui suit.
Jean de Cicon, chevalier, seigneur de Cicon et de Chevigny. Il épouse en 1330 Isabelle, fille de Thibaut de Cusance et d'Étiennette d'Oiselay, de qui il a :
- Guyot/Guy qui suit,
- Jean, cité dans un acte passé avec Hugues II de Chalon-Arlay en 1364.

Guyot/Guy de Cicon, chevalier, seigneur de Gevigney et châtelain de Rochefort, damoiseau en 1384. Il avait eu un différend avec Hugues II et Louis Ier de Chalon-Arlay au sujet des prétentions qu'il avait formées contre Pierre d'Usie. Il épouse Marguerite, fille d'Hugues de Vaucelle et de Guyette de Naisey, de qui il a :
- Jeanne, (? - après 1421), dame de Gevigney, elle épouse avant 1397 Jean de Champdivers, (? - 1411),
- Jean qui suit.

Jean de Cicon, (? - 1401), écuyer, seigneur de Gevigney. Il épouse Marguerite, fille de Philippe de Vy chevalier et seigneur de Demangevelle, de qui il a :
- Didier qui suit,
- Guyot, écuyer, il meurt sans alliance.

Didier de Cicon, (? - 25 janvier 1458), chevalier, seigneur de Demangevelle, Ranconnière, Argillières, Bourguignon, Gevigney et Montbarrey. Chevalier-banneret en 1414. Nommé Conservateur des frontières du comté de Bourgogne, du côté de la Lorraine en 1440. Inhumé dans l'abbaye de Cherlieu. Il épouse Béatrix, (? - 20 novembre 1489), fille de Guillaume Ier de Faucogney-Villersexel et de Catherine de Bourgogne-Montagu-Sombernon, de qui il a :
- Jean qui suit,
- Guillaume, (? - 2 novembre 1489), chevalier, seigneur de Cicon, Demangevelle, Bourguignon, Ische, Argillieres et Ainvelle Il teste en 1486[2]. Il épouse Catherine, (vers 1440 - 17 décembre 1489), fille de Gérard de Haraucourt et de Catherine de Chauffour, de qui il a Bonne (mariée le 5 juin 1486 à Nicolas du Châtelet, écuyer, seigneur de Vauvillers) et Adrienne (femme de François de Joux, écuyer, seigneur de Château-Vilain),
- Henry, il fonde la troisième branche,
- Thibaud, licencié en décrets, chanoine de Besançon. L'archevêque de Besançon lui permet en 1452, avec son frère Guillaume, de prendre possession de la terre de Cicon qu'ils avaient rachetée des seigneurs de Chalon.

Jean de Cicon, (? - 5 janvier 1454/55), damoiseau, seigneur d'Arc, inhumé dans l'abbaye de Cherlieu. Il épouse Claudine de Blanmont ou Catherine de Lobens de qui il a Guy qui suit.
Guy de Cicon, (? - après le 26 mars 1488), chevalier, seigneur de Richecour et de Gevigney. Il épouse Isabelle, fille de Jean de Vergy et de Catherine de Haraucourt, de qui il a :
- François qui suit,
- Georges, mort jeune.

François de Cicon, (? - 1523), chevalier, seigneur de Richecour, de Gevigney et Mercey. Il épouse Huguette, fille d'Antoine de Bessay et de Jeanne de Lenoncourt, de qui il a :
- Claude qui suit,
- Guillaume, écuyer, seigneur de Gevigney et de Mercey. Il est cité en 1551 dans le traité de mariage d'Arvic de Cleron avec Catherine de Vaudrey[2]. Il épouse Philiberte de Moissy de qui il a Jeanne (mariée à Henry de Vy, chevalier, seigneur de Vy et Mercey) et Marie (épouse du seigneur d'Ougny),
- Anne, cordelière à Neufchâteau.

Claude de Cicon, chevalier, co-seigneur de Richecour et d'Aisey, seigneur de Purgerot et de Gevigney, chambellan du duc de Lorraine. Il épouse Claudine, (30 septembre 1538 - ?), fille de Jean Lallemand et d'Anne Hanneton de qui il a :
- Charles François, (? - 1652), chevalier, seigneur de Richecour, Gevigney, Mercey et Purgerot. Il épouse Anne de Roucy, (? - 1659), de qui il a Françoise-Élisabeth (femme de Charles de Saint-Vincent, seigneur de Jouy), Anne-Catherine (épouse de Charles de Mauléon-la-Bastide, seigneur d'Antigny-la-Tour de qui elle a Marc-François de Mauléon, gouverneur du bassigny pour le duc de lorraine),
- Marc-François, abbé de Saint-Évres,
- Jeanne-Baptiste, en 1598 elle épouse Antoine de Mandre, seigneur de Montureux,
- Marguerite, femme de François de Saint-Martin,
- Marc Antoine, (? - vers 1611), chevalier, seigneur de Gevigney, Mercey, Purgerot, Tourney et Fontain. Chambellan du duc de Lorraine, gouverneur de Conflans en Bassigny. Il épouse Bonne de Tarragny.

### Deuxième branche
Guillaume de Cicon, (? - 1189). Il est le fils de Jean de Cicon et de N... de Bourgogne. Il épouse Sibylle de Chalezeule de qui il a :
- Amaury qui suit,
- Gaymar.

Amaury de Cicon, chevalier, nommé avec son père dans une charte de 1189. Son épouse est inconnue, il a :
- Renaud qui suit,
- Othe,
- Étienne.

Renaud de Cicon, chevalier, fait l'hommage en 1245 au comte de Bourgogne de ce qu'il possède à Cicon. Son épouse est inconnue, il a Huguenin qui prend le nom de Vuillaffans.

### Troisième branche
Henry de Cicon, chevalier, seigneur de Ranconnière et Bourguignon. Conseiller et chambellan de l'archiduc, grand-bailli d'aval. Il est le troisième fils de Didier de Cicon et de Béatrix de Villersexel. 
Il épouse Catherine de Dinteville de qui il a :
- Claude qui suit,
- Nicolas, chevalier. Il épouse Marguerite de Champdivers de qui il a Claude (écuyer, seigneur de Ranconnière. Il épouse N... de Senailly) et Jeanne (femme d'Antoine de Grammont, seigneur de Grenans),
- Étienne, prieur de l'abbaye Saint-Paul de Besançon.

Claude de Cicon, chevalier, seigneur de Cicon et de Bourguignon, chevalier d'honneur au parlement de Dole, page de Charles Quint. 
Il épouse en premières noces Anne de Champdivers et en secondes noces Jeanne de Poitiers dont il a Jean, mort jeune, et Nicole qui épouse le seigneur de Saint-Yllie. Du premier mariage il a :
- Pierre, gentilhomme de la bouche de Charles Quint,
- Claudine, dame de Cicon et de Bourguignon. Elle épouse Nicolas de Montmartin à qui elle apporte les terres de Cicon et de Bourguignon qui passent ensuite dans la maison de La Baume-Montrevel,
- Nicole, dame de Remiremont.